# 中村孝則
中村 孝則（なかむら たかのり、1964年 - ）は、神奈川県出身 のコラムニスト、美食評論家、剣道八段。

## 人物
ファッションから食、そして酒やシガーなど、文化や嗜好品に関する知見を広範に持ち、それを生かして雑誌などのメディアに寄稿している。
その活動は海外でも知られ、2007年にフランス・シャンパーニュ騎士団シュバリエ（騎士爵位）の称号を、2010年にスペインのカタルーニャ地方よりカバ (ワイン)騎士の称号を受勲した。
2010年から2015年には、ノルウェー王国大使館通商技術部より、Hr.StyleNorway (ヘル・スタイルノルウェー）の称号を与えられ、ノルウェーの魅力を伝える親善大使の役割を担った。2013年には「世界ベストレストラン50」および「アジアベストレストラン50」の日本評議委員長 にも任命され、コラムニストだけに留まらない幅広い活躍をしている。
また、INTER CONTINENTAL Hotel & Resortsのグローバルプロモーションビデオ などにも出演し、美食評論家としても世界的に認知されている。
2017年9月からは、欧州連合(EU)より任命され、イタリアのパルマハム協会ならびにグラナ・パダーノチーズ保護協会のアンバサダーにも就任した。2018年11月にはコロンビア共和国より、ベスト・オブ・コロンビア大使に任命され、コロンビア共和国の国家ブランディングを監修している。日本国内においては、地域の素晴らしさを表現するプレミアムな野外レストランイベント『DINING OUT』のホストとしてもお馴染みである。2022年に設立した「新潟ガストロノミーアワード」の特別審査委員長 に就任。2024年6月に、「新潟県推進ブランド品目アンバサダー」に任命 され、花角英世新潟県知事より任命書を拝受し、県産の農林水産物のブランド品目のブランディングを担っている。
また、南極などの一般的でない土地への渡航も積極的に行っており、そうした旅そのものの楽しさや、豪華客船や高級ホテルなどについても一家言あるジャーナリストとして知られている。文体は硬軟自在で、「日本経済新聞」や「日経回廊」から、「LEON」から「GOETHE」に至る男性誌、「ELLE JAPON」、「25ans」などの女性誌、さらには「料理通信」などの専門誌などで、それぞれの読者層に合わせた記事やコラムを執筆している。
日本人離れした容貌と長身を絢爛なファッションで包んで各国の社交の場にしばしば出没することでも知られており、女性誌などのパーティ取材記事の常連である。その目を引くビジュアルと見識で、タレントとしてＴＶや雑誌などの取材を受けることも多く、「笑っていいとも!」やNHK BS1「地球テレビ　エル・ムンド」などの番組へも出演した。また世界のダンディな男達の写真集 『We are Dandy  -The Elegant Gentleman around the World-』(2016年11月発行） にも取り上げられ出演している。2021年にはJR九州が運行する「ななつ星 in 九州」の公式コンセプトムービー - YouTube に主演。
出版物の編集経験があり、それを生かしてバカラを初めとする海外有名ブランドのブックレット制作などのクリエイティブ・ディレクターを務めることもある。
2022年4月より、JR九州が運営する「ななつ星 in 九州」の車内誌『セブンスターズ・プレス』の編集長に就任する。
そうした一方で、幼少より剣道、茶道、礼法、古美術などを学んだ日本文化の体現者としての顔も持っている。茶道では大日本茶道学会の茶道教授。田中仙翁居士より「寿福庵」の庵号を授けられた。剣道においては教士八段の腕前を持し、こちらは国体東京代表候補選手として選出された経験も持つ。

## 来歴
- 神奈川県葉山町生まれ。
- 神奈川県立鎌倉高等学校卒。
- 青山学院大学経済学部卒。

## 著書
- 『名店レシピの巡礼修業』（世界文化社）
- 『ザ・シガーライフ』（ヒロミエンタープライズ）広見護との共著

## 授与・就任歴
- 2007年　フランス・シャンパーニュ騎士団シュバリエ（騎士爵位）
- 2010年　スペインのカタルーニャ地方よりカバ (ワイン)騎士
- 2010年　ノルウェー王国大使館通商技術部より、Hr.StyleNorway (ヘル・スタイルノルウェー）の称号
- 2013年「世界ベストレストラン50」および「アジアベストレストラン50」の日本評議委員長[2]
- 2017年　イタリアのパルマハム協会ならびにグラナ・パダーノチーズ保護協会のアンバサダー
- 2018年　コロンビア共和国のベスト・オブ・コロンビア大使
- 2022年「新潟ガストロノミーアワード」の特別審査委員長[3] に就任
- 2024年「新潟県推進ブランド品目アンバサダー」に任命

## メディア出演

### テレビ・YouTube
- 笑っていいとも! （フジテレビ系）
- プレシャス＆コンシャス（BS朝日系）
- 地球テレビ エル・ムンド（NHK BS1）火曜レギュラー出演
- BONSAI Planet あなたが出会う緑の小宇宙！（2013年11月2日放映 BSフジ)
- 奇跡の晩餐〜ダイニングアウト物語　大分・竹田編 （2014年7月27日放映  BSジャパン） - ホスト
- 上質の会議　〜GRAND ATLAS〜　(2014年9月28日放映  BS朝日)
- シャンパーニュからの招待状 (2014年9月14日放映 BSフジ)
- アクアの泉を辿る旅　中村孝則のイタリア・ドライブクルーズ （2015年1月24日放映　BSフジ)
- 美食のフロンティア～イタリア・日本 中村孝則が追う究極の一皿 （2015年10月25日放映  BSフジ)
- 奇跡の晩餐〜ダイニングアウト物語　佐賀・有田編 （2015年11月22日放映  BSジャパン） - ホスト
- 奇跡の晩餐〜ダイニングアウト物語　佐賀編 （2016年11月26日放映  BSジャパン） - ホスト
- 奇跡の晩餐〜ダイニングアウト物語　宮崎編 （2017年6月24日放映  BSジャパン） - ホスト
- 奇跡の晩餐〜ダイニングアウト物語　ニセコ編 （2017年9月2日放映 BSジャパン） - ホスト
- ヨーロッパの豊かな食と大地を訪ねて～北イタリア編～　（2017年12月24日放映　BS日テレ）
- 奇跡の晩餐〜ダイニングアウト物語　国東編 （2018年6月30日放映 BSジャパン） - ホスト
- 首都圏情報 ネタドリ！（2018年11月16日放映  NHK総合） ゲスト出演
- ヨーロッパの食材が和食と出会った 〜美食割烹〜（2018年12月23日放映　BS日テレ）
- 奇跡の晩餐〜ダイニングアウト物語　沖縄 南城編 （2019年1月27日放映 BSジャパン） - ホスト
- 奇跡の晩餐〜ダイニングアウト物語　石川 輪島編 （2019年11月23日放映 BSジャパン） - ホスト
- 奇跡の晩餐〜ダイニングアウト物語　沖縄 うるま編 （2020年3月1日放映 BSジャパン） - ホスト
- 中村孝則 氏 × 青田泰明 氏 「世界のベストレストラン」ランキングから見える食文化とダイバーシティとは｜ヒトサラジャーナル - YouTube
- 中村孝則 氏 × 青田泰明 氏 「アジアのベストレストラン50」ホスピタリティと発信力、評価されるレストランの秘訣とは｜ヒトサラジャーナル - YouTube
- 「ななつ星 in 九州」の公式コンセプトムービー - YouTube
- 長野県のPV 『Breath of Nagano ′Kiso Shikki（Kiso Lacquerware）′ -Creativity birthed from restrictions』 - YouTube
- 長野県のPV 『Breath of Nagano ′Orokugushi′ -Creativity birthed from restrictions』 - YouTube
- あさイチ 世界が注目ペルー料理（2023年3月7日放映　NHK）
- 首都圏情報 ネタドリ!（2024年2月16日放映　NHK総合）
- クローズアップ現代（2025年5月28日放映　NHK総合）

### ラジオ
- 東京FM「The lifestyle Museum Vol.25」2008年9月19日OA
- J-WAVE 「I A.M.」2012年5月10日OA
- J-WAVE 「Holiday Special Limited Edition -just two of us」2014年3月21日OA
- J-WAVE 「GOLD RUSH」2014年11月7日OA
- 東京FM「WORLD CRUISE」2015年３月に４週に渡りOA
- J-WAVE  「GOLD RUSH」2015年3月13日OA
- J-WAVE 「Holiday Special  -Beyond Expectation 」 2015年11月3日OA
- J-WAVE 「UR LIFESTYLE COLLEGE」2017年1月29日OA
- J-WAVE 「FEELING EXPERIENCE IN AUSTRALIA」2018年5月3日OA
- J-WAVE 「ACROSS THE SKY」2018年8月5日OA
- J-WAVE 「30th Anniversary Special」2018年9月24日OA
- J-WAVE 「ACROSS THE SKY」2019年3月3日OA
- J-WAVE 「TRUME TIME AND TIDE」2019年3月23日OA
- J-WAVE 「Good Neighbors 」     2019年8月5日OA
- J-WAVE 「VOLVO CROSSING LOUNGE 2019年11月22日OA
- J-WAVE 「ANA WORLD AIR CURRENT」 2022年3月26日OA
- J-WAVE 「VOICE OF FOOD 〜AJI NA FUKUONSEI〜」ガストロノミーの最先端で何が起きているのか・前編 - YouTube　2022年4月16日OA
- J-WAVE 「VOICE OF FOOD 〜AJI NA FUKUONSEI〜」ガストロノミーの最先端で何が起きているのか・後編 - YouTube　2022年4月23日OA

### WEBメディア
- リンナイウェブサイト　インタビュー
- KIWAMINO (produced by ikyu.com) 【対談】「été」庄司夏子氏×中村孝則氏
- KIWAMINO (produced by ikyu.com) 【対談】「中村孝則氏×「傳」長谷川在佑氏
- KIWAMINO (produced by ikyu.com) 【対談】大阪「ラ・シーム」高田裕介氏と中村孝則氏

## 寄稿雑誌・新聞
- 日経新聞
- 料理通信
- 日経回廊
- GOETHE
- LEON
- Gainer
- ENGINE
- クロノス日本版
- メンズプレシャス
- MOMENTUM
- IMPRESSION GOLD（アメックスカード会員誌）
- SIGNATURE（ダイナースカード会員誌）
- MUFG CARD MAGAZINE
- NICOS MAGAZINE
- GRAN
- SKYWARD（日本航空機内誌）
- Von Voyage（エールフランス航空機内誌）
- SAISON PLATINUM CARD NEWS
- ELLE JAPON
- 25ans
- 婦人画報
- Richesse
- 自遊人
- Priv
- CIGAR QUARTERLY
- 日経Lクルーズ
- StyleNORWAY Magazine
- VISIONARY
- Premium Japan

## イベント（ナビゲーター/MC）
- DINING OUT TAKETA with LEXUS 　 2014年5月　 　 
　Report - YouTube
- DINING OUT ARITA with LEXUS　2015年9月 　 
　シェフ アンドレ・チャン＆ホスト 中村孝則インタビュー - YouTube
- DINING OUT ARITA＆ with LEXUS　2016年10月  　 
　Interview - YouTube
- DINING OUT MIYAZAKI with LEXUS　2017年5月　  
　Interview - YouTube
- DINING OUT NISEKO with LEXUS  2017年7月　 　 
　Interview - YouTube
- DINING OUT KUNISAKI with LEXUS  2018年5月　 　 
　Interview - YouTube
- DINING OUT with RYUKYU-NANJO with LEXUS  2018年11月　 　 
　Interview - YouTube
- DINING OUT with WAJIMA with LEXUS 2019年10月 　 　 
　Interview - YouTube
- DINING OUT with URUMA with LEXUS 2020年1月　　　 　 
　Interview - YouTube
- DINING OUT KISO NARA I 2022年8月  　 
　Interview - YouTube

## CM・PV出演
- 「ななつ星 in 九州」の公式コンセプトムービー - YouTube
- INTER CONTINENTAL HOTEL Hotel & Resorts (日本語）
- INTER CONTINENTAL Hotel & Resorts (英語)
- INTER CONTINENTAL Hotel & Resorts メイキングムービー - YouTube